# 40e méridien est
En géographie, le 40e méridien est est le méridien joignant les points de la surface de la Terre dont la longitude est égale à 40° est.

## Géographie

### Dimensions
Comme tous les autres méridiens, la longueur du 40e méridien correspond à une demi-circonférence terrestre, soit 20 003,932 km. Au niveau de l'équateur, il est distant du méridien de Greenwich de 4 453 km,.
Avec le 140e méridien ouest, il forme un grand cercle passant par les pôles géographiques terrestres.

### Régions traversées
En commençant par le pôle Nord et descendant vers le sud au pôle Sud, Le 40e méridien est passe par:
| Coordonnées          | Pays, territoire ou mer | Notes |
| -------------------- | ----------------------- | --- |
| 90° 00′ N, 40° 00′ E | Océan Arctique          | |
| 80° 27′ N, 40° 00′ E | Mer de Barents          | |
| 67° 49′ N, 40° 00′ E | Russie                  | Île de Ostrov Lumbovskiy et la Péninsule de Kola                                                                        |
| 66° 25′ N, 40° 00′ E | Mer Blanche             | |
| 65° 49′ N, 40° 00′ E | Russie                  | |
| 65° 10′ N, 40° 00′ E | Mer Blanche             | Baie de Dvina |
| 64° 45′ N, 40° 00′ E | Russie                  | |
| 49° 36′ N, 40° 00′ E | Ukraine                 | |
| 49° 09′ N, 40° 00′ E | Russie                  | |
| 48° 53′ N, 40° 00′ E | Ukraine                 | Sur environ 10km |
| 48° 48′ N, 40° 00′ E | Russie                  | |
| 48° 17′ N, 40° 00′ E | Ukraine                 | Sur environ 6km |
| 48° 13′ N, 40° 00′ E | Russie                  | Passe à l'est du Raïon d'Adler, moins d'un kilomètre à l'ouest de la frontière avec la Géorgie (à 43° 24′ N, 40° 00′ E) |
| 43° 23′ N, 40° 00′ E | Mer Noire               | |
| 40° 57′ N, 40° 00′ E | Turquie                 | |
| 36° 49′ N, 40° 00′ E | Syrie                   | |
| 33° 57′ N, 40° 00′ E | Irak                    | |
| 32° 01′ N, 40° 00′ E | Arabie saoudite         | |
| 20° 15′ N, 40° 00′ E | Mer Rouge               | |
| 16° 03′ N, 40° 00′ E | Érythrée                | Archipel des Dahlak et le continent                                                                                     |
| 14° 27′ N, 40° 00′ E | Éthiopie                | |
| 3° 56′ N, 40° 00′ E  | Kenya                   | |
| 3° 22′ S, 40° 00′ E  | Océan Indien            | Passe juste à l'est des îles de Pemba, Latham et Mafia, Tanzanie                                                        |
| 10° 08′ S, 40° 00′ E | Tanzanie                | |
| 10° 49′ S, 40° 00′ E | Mozambique              | |
| 16° 12′ S, 40° 00′ E | Océan Indien            | Passe entre l'atoll de Bassas da India et Île Europa, Terres australes et antarctiques françaises                       |
| 60° 00′ S, 40° 00′ E | Océan Austral           | |
| 68° 52′ S, 40° 00′ E | Antarctique             | Terre de la Reine-Maud, revendiquée par la Norvège                                                                      |